# ホルヘ・ガルシア
ホルヘ・ガルシア（Jorge Garcia, 1973年4月28日 - ）はアメリカ合衆国の俳優、コメディアン。

## 略歴
ネブラスカ州オマハ出身。父親はチリ出身の医師、母親はキューバ出身の大学教授。
舞台に出演したり、スタンダップ・コメディアンとして活躍し、テレビにも出演するようになる。『スピン・シティ』やコメディ『Becker』に出演した後、人気ドラマ『LOST』のハーリー役でブレイクしたが、元々は、マシュー・フォックス、ドミニク・モナハンとともにソーヤー役のオーディションに参加していた。
ウィーザーのアルバム『ハーリー』のタイトルは、ガルシアの『LOST』での役名から取られ、カバーには彼の写真が使用されている。
2012年1月より、『LOST』と同じJ・J・エイブラムスの製作総指揮によるテレビドラマ『ALCATRAZ/アルカトラズ』にレギュラー出演している。

## フィルモグラフィー

### 映画
| 年   | 邦題/原題                                                         | 役名                         | 備考           |
| ---- | ----------------------------------------------------------------- | ---------------------------- | -------------- |
| 1997 | サバイバル・フィールド 強盗団 VS 殺人鬼 Raven's Ridge             | モンティ                     | 日本劇場未公開 |
| 2006 | ライトアップ! イルミネーション大戦争 Deck the Halls               | ウォレス                     | 日本劇場未公開 |
| 2014 | ゾンビスクール! Cooties                                           | リック                       |                |
| 2015 | ベストマン -シャイな花婿と壮大なる悪夢の2週間- The Wedding Ringer | ラーチ / ガーヴェイ          | 日本劇場未公開 |
| 2015 | リディキュラス6 The Ridiculous 6                                  | ヘルム・ストックバーン       | Netflixで配信  |
| 2016 | ゲット・ア・ジョブ 〜僕たちの就職戦線 Get a Job                   | フェルナンド・ザ・ジャニター |                |
| 2020 | 誰も知らない僕の歌 Nadie sabe que estoy aquí                      | メモ・ガリード（主演）       | Netflixで配信  |
| 2020 | 僕のミッシー The Wrong Missy                                      | 飛行機の客                   | Netflixで配信  |

### テレビ
| 年          | 邦題/原題                                                        | 役名                           | 備考                                                 |
| ----------- | ---------------------------------------------------------------- | ------------------------------ | ---------------------------------------------------- |
| 2000        | ワイルド・ソーンベリーズ The Wild Thornberrys                    | リカルド                       | アニメシリーズ、声の出演 1エピソード                 |
| 2001        | スピン・シティ Spin City                                         | タクシードライバー             | 1エピソード                                          |
| 2003        | 刑事コロンボ Columbo                                             | ジュリアス                     | 1エピソード                                          |
| 2003        | アダルト♂スクール Old School                                     | ホルヘ                         | テレビ映画                                           |
| 2004        | ラリーのミッドライフ★クライシス Curb Your Enthusiasm             | ドラッグディーラー             | 1エピソード                                          |
| 2004 - 2010 | LOST Lost                                                        | ヒューゴ・"ハーリー"・レイエス | メインキャスト 114エピソード                         |
| 2005        | みんなヒーロー! 〜ヒグリータウンのなかまたち〜 Higglytown Heroes | ドッグ・トレーナーのヒーロー   | アニメシリーズ、声の出演 1エピソード                 |
| 2010        | 新しい責任者 Lost - Epilogue: The New Man in Charge              | ヒューゴ・"ハーリー"・レイエス | 『LOST』のスピンオフ短編ドラマ                       |
| 2010, 2014  | ママと恋に落ちるまで How I Met Your Mother                       | スティーヴ                     | 2エピソード                                          |
| 2011        | FRINGE/フリンジ Fringe                                           | ケヴィン                       | 1エピソード                                          |
| 2012        | ALCATRAZ/アルカトラズ Alcatraz                                   | ディエゴ・ソト                 | メインキャスト 13エピソード                          |
| 2012        | フィニアスとファーブ Phineas and Ferb                            | ロドリゴ                       | アニメシリーズ、声の出演 1エピソード                 |
| 2012 - 2013 | ワンス・アポン・ア・タイム Once Upon a Time                      | アントン                       | 3エピソード                                          |
| 2013        | カリフォルニケーション Californication                           | ドラッグディーラー             | 2エピソード                                          |
| 2013 - 2019 | HAWAII FIVE-0 Hawaii Five-0                                      | ジェリー・オルテガ             | シーズン4: 準レギュラー シーズン5 - : メインキャスト |
| 2016        | ボージャック・ホースマン BoJack Horseman                         | ホルヘ・ガルシア               | アニメシリーズ、声の出演 1エピソード                 |